# QB64
QB64 (ранее QB32) — кроссплатформенный открытый диалект языка Basic, совместимый сверху вниз с Microsoft QBasic и QuickBASIC. Является компилятором, генерирующим нативные исполняемые файлы для Windows (начиная с Windows XP), Linux или macOS. Распространяется на условиях GPL/LGPL.

## Особенности
Работа с графикой в QB64 реализована поверх OpenGL и для basic-программиста сохраняет совместимость с графическим режимом старого Quick Basic, что позволяет компилировать с помощью QB64 старые игры, написанные на QB, такие как Gorillas. По сравнению с исходным бейсиком от Microsoft, QB64 поддерживает работу с графическим экраном любого разрешения, работу с картинками в различных форматах, например, PNG, воспроизведение музыки в различных форматах, включая mp3, отображение векторных шрифтов, поддержку сети и т. п.

## Среда разработки

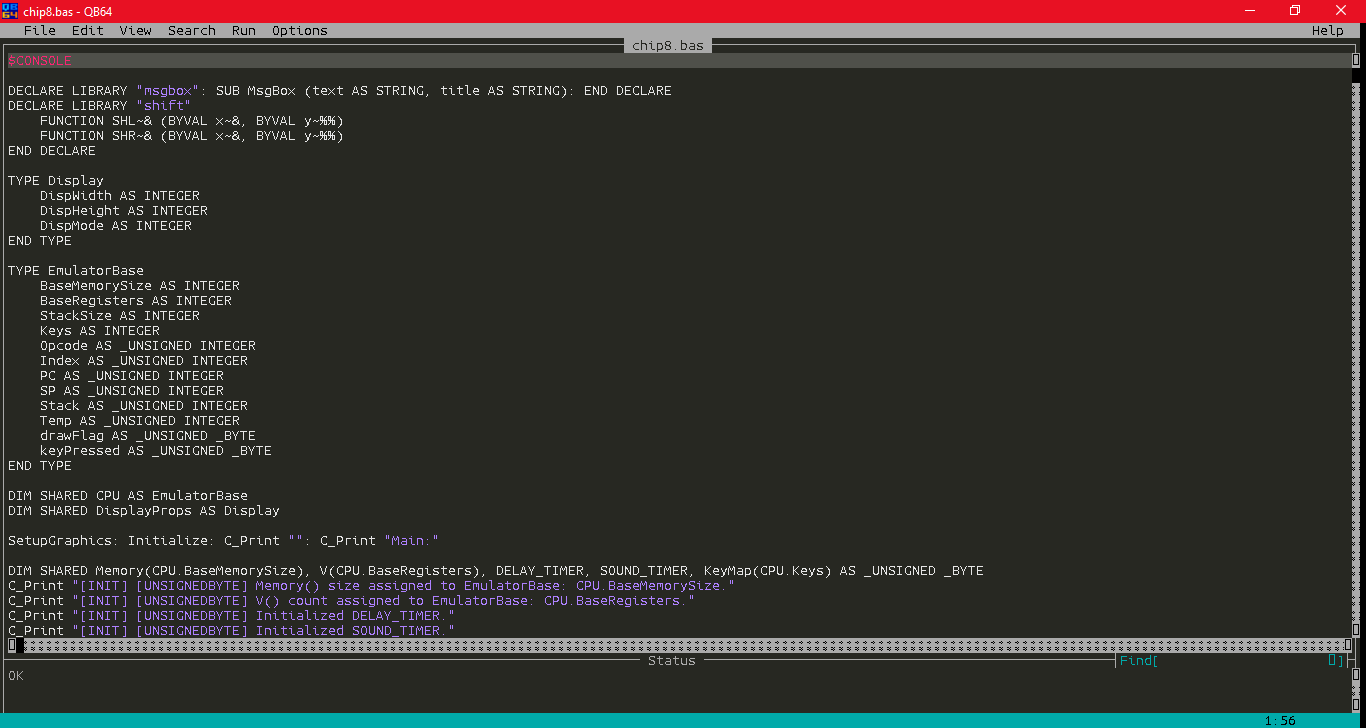
IDE QB64

В состав QB64 включена простая среда IDE, близкая к той, которая поставлялась с QuickBasic. При компиляции в качестве промежуточного представления использует язык C с последующей генерацией исполняемых файлов посредством GCC. Пошаговая отладка программ, написанных на QB64 возможна с помощью внешнего отладчика vWATCH64.
Ведётся также разработка InForm: надстройки над QB64, обеспечивающей WYSIWYG построение GUI-интерфейса в стиле Visual Basic. 10 ноября 2010 года этот конструктор вышел из стадии бета-тестирования, была выпущена его версия 1.0.

## Создание первой программы с изображением
Чтобы написать текст на фоне, нужен данный код:
```
CLS

backdrop
 
=
 
_LOADIMAGE
(
"IMAGE.JPG"
)

PRINT
 
"HELLO TO "
YOU
,
 
YOU
.
DUR
.
"

END

```